# Melanagromyza limariensis
Melanagromyza limariensis este o specie de muște din genul Melanagromyza, familia Agromyzidae, descrisă de Spencer în anul 1982. Conform Catalogue of Life specia Melanagromyza limariensis nu are subspecii cunoscute.